# Fabrizio Pennisi
Fabrizio Pennisi (ur. 29 września 1979 na Sycylii we Włoszech) – włoski muzyk i piosenkarz, założyciel zespołu All Of Us.
W 2004 roku wraz z Paulem de Corte reprezentował Holandię podczas 49. Konkursu Piosenki Eurowizji z utworem „Without You”. 

## Życiorys

### Dzieciństwo, początki kariery
Fabrizio Pennisi dorastał w bardzo muzykalnej rodzinie. Kiedy miał cztery lata, jego ojciec, piosenkarz i gitarzysta, podarował mu gitarę i nauczył go pierwszych akordów. Dzięki temu pokochał muzykę i zaczął występować razem z ojcem w restauracjach, klubach, ślubach i imprezach okolicznościowych. 
W wieku 14 lat Pennisi i cała jego rodzina przeprowadziła się do Belgii, gdzie wraz z ojcem i bratem komponowali kolejne utwory. Występowali w belgijskich i holenderskich klubach i restauracjach, gdzie prezentowali głównie włoski repertuar.

### 1998-2002: All Of Us
W 1998 roku Pennisi postanowił założyć pięcioosobowy boysband All Of Us. Zespół po raz pierwszy wystąpił publicznie w 1999 roku podczas holenderskich eliminacji do 44. Konkursu Piosenki Eurowizji, podczas których zaprezentował utwór "Maybe Love". Zdobyli ostatecznie 30 punktów, dzięki którym zajęli przedostatnie, dziewiąte miejsce. Pomimo porażki w eliminacjach, piosenka zapewniła grupie wiele koncertów w kraju. 
W 2000 roku All Of Us wydał swój pierwszy przebój – "Brand New Start". Rok później do grona boysbandu dołączył Paul de Corte. W październiku 2002 roku grupa jednak rozpadła się.

### 2003-04: Konkurs Piosenki Eurowizji, Re-Union
Po zakończeniu działalności All Of Us Pennisi kontynuował swoją karierę gitarzysty i powrócił do występów z ojcem. Pod koniec 2003 roku postanowił jednak rozpocząć współpracę z Paulem de Corte, z którym zgłosił się do holenderskich selekcji do 49. Konkursu Piosenki Eurowizji organizowanego w 2004 roku. Konkursową propozycję „Without You” napisali dla duetu Ed i Angeline van Otterdijk. Po nagraniu wersji demo kompozycji wokaliści nadali swojemu projektowi nazwę Re-Union. Pod koniec stycznia 2004 roku duet wystąpił w pierwszym półfinale eliminacji, w którym zdobył łącznie 54 punkty od jurorów oraz 49% poparcie telewidzów, dzięki czemu awansował do finału selekcji z pierwszego miejsca. Miesiąc później wygrali eliminacje dzięki otrzymaniu łącznie 60 punktów od jurorów i 48 od telewidzów, zostając tym samym reprezentantem Holandii podczas Konkursu Piosenki Eurowizji organizowanego w Stambule.
12 maja Pennisi i de Corte wystąpili w pierwszym półfinale konkursu, w którym zdobyli 146 punktów i awansowali do finału z 6. miejsca. Trzy dni później w wielkim finale uzyskali 11 punktów i zajęli 20. miejsce na 24. uczestników. Niedługo po udziale w widowisku grupa rozpadła się, a Pennisi rozpoczął karierę solową.

## Dyskografia

### Notowane utwory

#### Re-Union
| Rok  | Tytuł                  | Pozycja na liście |
| Rok  | Tytuł                  | NLD               |
| ---- | ---------------------- | ----------------- |
| 2004 | "Without You"          | 12                |
| 2004 | "If You Love Somebody" | 37                |